# Qualificazioni al campionato europeo femminile di calcio 1987

Elisabetta Bavagnoli durante Italia – Spagna del gruppo 4, 11 ottobre 1986

Le qualificazioni al campionato europeo femminile di calcio 1987 ebbero luogo dal 26 settembre 1984 al 12 ottobre 1987. Videro coinvolte 16 squadre divise in quattro gruppi da quattro squadre. Le prime di ogni gruppo si qualificarono alla fase finale.

## Gruppo 1
| Data              | Luogo             | Squadra 1      | Risultato | Squadra 2      |
| ----------------- | ----------------- | -------------- | --------- | -------------- |
| 26 settembre 1984 | Tuusula           | Finlandia      | 0 - 0     | Norvegia       |
| 3 ottobre 1984    | Lüdenscheid       | Germania Ovest | 1 - 0     | Finlandia      |
| 24 ottobre 1984   | Odense            | Danimarca      | 1 - 1     | Finlandia      |
| 1º maggio 1985    | Sønderborg        | Danimarca      | 3 - 0     | Germania Ovest |
| 11 maggio 1985    | Kotka             | Finlandia      | 0 - 2     | Danimarca      |
| 7 settembre 1985  | Luneburgo         | Germania Ovest | 2 - 3     | Norvegia       |
| 2 ottobre 1985    | Oslo              | Norvegia       | 2 - 2     | Danimarca      |
| 5 ottobre 1985    | Turku             | Finlandia      | 1 - 0     | Germania Ovest |
| 19 agosto 1986    | Oslo              | Norvegia       | 0 - 0     | Germania Ovest |
| 10 settembre 1986 | Vejle             | Danimarca      | 2 - 5     | Norvegia       |
| 4 ottobre 1986    | Oslo              | Germania Ovest | 2 - 0     | Danimarca      |
| 4 ottobre 1986    | Bergisch Gladbach | Norvegia       | 2 - 0     | Finlandia      |

| Pos | Squadra        | Pti | G | V | N | P | GF | GS |
| --- | -------------- | --- | - | - | - | - | -- | -- |
| 1   | Norvegia       | 9   | 6 | 3 | 3 | 0 | 12 | 6  |
| 2   | Danimarca      | 6   | 6 | 2 | 2 | 2 | 10 | 10 |
| 3   | Germania Ovest | 5   | 6 | 2 | 1 | 3 | 5  | 7  |
| 4   | Finlandia      | 4   | 6 | 1 | 2 | 3 | 2  | 6  |

Norvegia qualificata.

## Gruppo 2
| Data              | Luogo     | Squadra 1        | Risultato | Squadra 2        |
| ----------------- | --------- | ---------------- | --------- | ---------------- |
| 17 marzo 1985     | Preston   | Inghilterra      | 4 - 0     | Scozia           |
| 5 maggio 1985     | Dublino   | Irlanda          | 1 - 0     | Irlanda del Nord |
| 25 maggio 1985    | Antrim    | Irlanda del Nord | 1 - 7     | Inghilterra      |
| 2 giugno 1985     | Glasgow   | Scozia           | 2 - 1     | Irlanda          |
| 22 settembre 1985 | Cork      | Irlanda          | 0 - 6     | Inghilterra      |
| 23 novembre 1985  | Belfast   | Irlanda del Nord | 1 - 9     | Scozia           |
| 16 marzo 1986     | Blackburn | Inghilterra      | 10 - 0    | Irlanda del Nord |
| 27 aprile 1986    | Reading   | Inghilterra      | 4 - 0     | Irlanda          |
| 25 maggio 1986    | Dumbarton | Scozia           | 7 - 0     | Irlanda del Nord |
| 30 agosto 1986    | Belfast   | Irlanda del Nord | 0 - 1     | Irlanda          |
| 28 settembre 1986 | Dublino   | Irlanda          | 1 - 5     | Scozia           |
| 12 ottobre 1986   | Raith     | Scozia           | 1 - 3     | Inghilterra      |

| Pos | Squadra          | Pti | G | V | N | P | GF | GS |
| --- | ---------------- | --- | - | - | - | - | -- | -- |
| 1   | Inghilterra      | 12  | 6 | 6 | 0 | 0 | 34 | 2  |
| 2   | Scozia           | 8   | 6 | 4 | 0 | 2 | 24 | 10 |
| 3   | Irlanda          | 4   | 6 | 2 | 0 | 4 | 4  | 17 |
| 4   | Irlanda del Nord | 0   | 6 | 0 | 0 | 6 | 2  | 35 |

Inghilterra qualificata.

## Gruppo 3
| Data              | Luogo                 | Squadra 1   | Risultato | Squadra 2   |
| ----------------- | --------------------- | ----------- | --------- | ----------- |
| 16 marzo 1985     | Leeuwarden            | Paesi Bassi | 1 - 0     | Francia     |
| 4 maggio 1985     | Zaventem              | Belgio      | 3 - 1     | Francia     |
| 25 maggio 1985    | Pauillac              | Francia     | 0 - 4     | Svezia      |
| 11 giugno 1985    | Helsingborg           | Svezia      | 2 - 0     | Paesi Bassi |
| 28 settembre 1985 | Zaventem              | Belgio      | 1 - 3     | Paesi Bassi |
| 9 ottobre 1985    | Jönköping             | Svezia      | 5 - 0     | Belgio      |
| 26 ottobre 1985   | Cambrai               | Francia     | 3 - 5     | Paesi Bassi |
| 15 marzo 1986     | Niederbronn-les-Bains | Francia     | 3 - 1     | Belgio      |
| 17 maggio 1986    | Karlskoga             | Svezia      | 1 - 0     | Francia     |
| 20 settembre 1986 | Oosterhout            | Paesi Bassi | 3 - 0     | Belgio      |
| 18 ottobre 1986   | Hoogeveen             | Paesi Bassi | 2 - 0     | Svezia      |
| 29 ottobre 1986   | Aalst                 | Belgio      | 1 - 2     | Paesi Bassi |

| Pos | Squadra     | Pti | G | V | N | P | GF | GS |
| --- | ----------- | --- | - | - | - | - | -- | -- |
| 1   | Svezia      | 10  | 6 | 5 | 0 | 1 | 14 | 3  |
| 2   | Paesi Bassi | 10  | 6 | 5 | 0 | 1 | 14 | 6  |
| 3   | Francia     | 2   | 6 | 1 | 0 | 5 | 7  | 15 |
| 4   | Belgio      | 2   | 6 | 1 | 0 | 5 | 6  | 17 |

Svezia qualificata.

## Gruppo 4
| Data              | Luogo            | Squadra 1 | Risultato | Squadra 2 |
| ----------------- | ---------------- | --------- | --------- | --------- |
| 27 aprile 1985    | Szekszárd        | Ungheria  | 1 - 0     | Spagna    |
| 25 maggio 1985    | Gyöngyös         | Ungheria  | 2 - 3     | Italia    |
| 25 giugno 1985    | Cuenca           | Spagna    | 0 - 2     | Svizzera  |
| 14 settembre 1985 | Padova           | Italia    | 3 - 0     | Svizzera  |
| 12 ottobre 1985   | Renens           | Svizzera  | 1 - 2     | Ungheria  |
| 3 novembre 1985   | Palma di Maiorca | Spagna    | 2 - 3     | Italia    |
| 5 aprile 1986     | Gijón            | Spagna    | 1 - 2     | Ungheria  |
| 3 maggio 1986     | Potenza          | Italia    | 1 - 0     | Ungheria  |
| 10 giugno 1986    | Soletta          | Svizzera  | 0 - 3     | Spagna    |
| 11 ottobre 1986   | Eger             | Ungheria  | 1 - 1     | Svizzera  |
| 11 ottobre 1986   | Modena           | Italia    | 1 - 1     | Spagna    |
| 1º novembre 1986  | Basilea          | Svizzera  | 1 - 2     | Italia    |

| Pos | Squadra  | Pti | G | V | N | P | GF | GS |
| --- | -------- | --- | - | - | - | - | -- | -- |
| 1   | Italia   | 11  | 6 | 5 | 1 | 0 | 13 | 6  |
| 2   | Ungheria | 7   | 6 | 3 | 1 | 2 | 8  | 7  |
| 3   | Spagna   | 3   | 6 | 1 | 1 | 4 | 7  | 9  |
| 4   | Svizzera | 3   | 6 | 1 | 1 | 4 | 5  | 11 |

Italia qualificata.